# Епархия Кужитурая
Епархия Кужитурая (лат.  Dioecesis Kuzhithuraiensis) — епархия Римско-Католической церкви с центром в городе Тиритувапурам, муниципалитет Кужитурай, Индия. Епархия Кужитурая входит в митрополию Мадурая и распространяет свою юрисдикцию на часть округа Каньякумари штата Тамилнад. Кафедральным собором епархии Кужитурая является церковь Пресвятой Троицы в городе Тиритувапурам.

## История
22 декабря 2014 года Папа Римский Франциск учредил епархию Кужитурая, выделив её из епархии Коттара.

## Ординарии епархии
- епископ Джером Дхас Варувел, S.D.B.[1] (22.12.2014 — 6.06.2020, в отставке).

## Источник
- Объявление об учреждении епархии  (итал.)